# Большой Кисловский переулок
Большо́й Кисло́вский переу́лок (в 1949—1993 годах — у́лица Сема́шко) — переулок в Центральном административном округе города Москвы. Проходит от Воздвиженки до Большой Никитской, лежит между Романовым и Малым Кисловским переулком, параллельно последнему. Нумерация домов ведётся от Воздвиженки.

## Происхождение названия
Название XVII века, дано по Кисловской слободе. Кислошниками называли людей, профессионально занимавшихся засолкой и квашением овощей и ягод, приготовлением кислых напитков — кваса, щей и др. Они поселились здесь при Опричном дворе Ивана IV Грозного. В XVII в. имелись две Кисловские слободы — дворцовая и патриаршая. В районе нынешних Кисловских переулков находилась принадлежавшая двору царицы царицына Кисловская слобода. Рядом также располагалась патриаршая Кисловская слобода.
Продукция кислошников поступала на царский и патриарший стол, поэтому за ними велось особое наблюдение. Приказные из царицына двора смотрели, «чтоб вином и табаком не торговали и корчмы и никакого воровства не чинили, и приезжих и пришлых всяких чинов людей несродичей к себе во дворы никого не принимали, из дворов своих на улицу в Кисловке всякого помёту не метали, а кто будет нарушать эти правила и таких людей винопродавцев, имая с вином и питухов, и корчемников, и воровских людей, приводить вверх в Приказ Мастерской палаты» (ведавшей продовольствием царского двора).
В 1949 году переулок был переименован в улицу Семашко в честь Н. А. Семашко, большевика, первого советского наркома здравоохранения, который жил по адресу: Б. Кисловский пер., дом № 5. В 1993 году переулку возвращено историческое название.

## Примечательные здания и сооружения

### По нечётной стороне

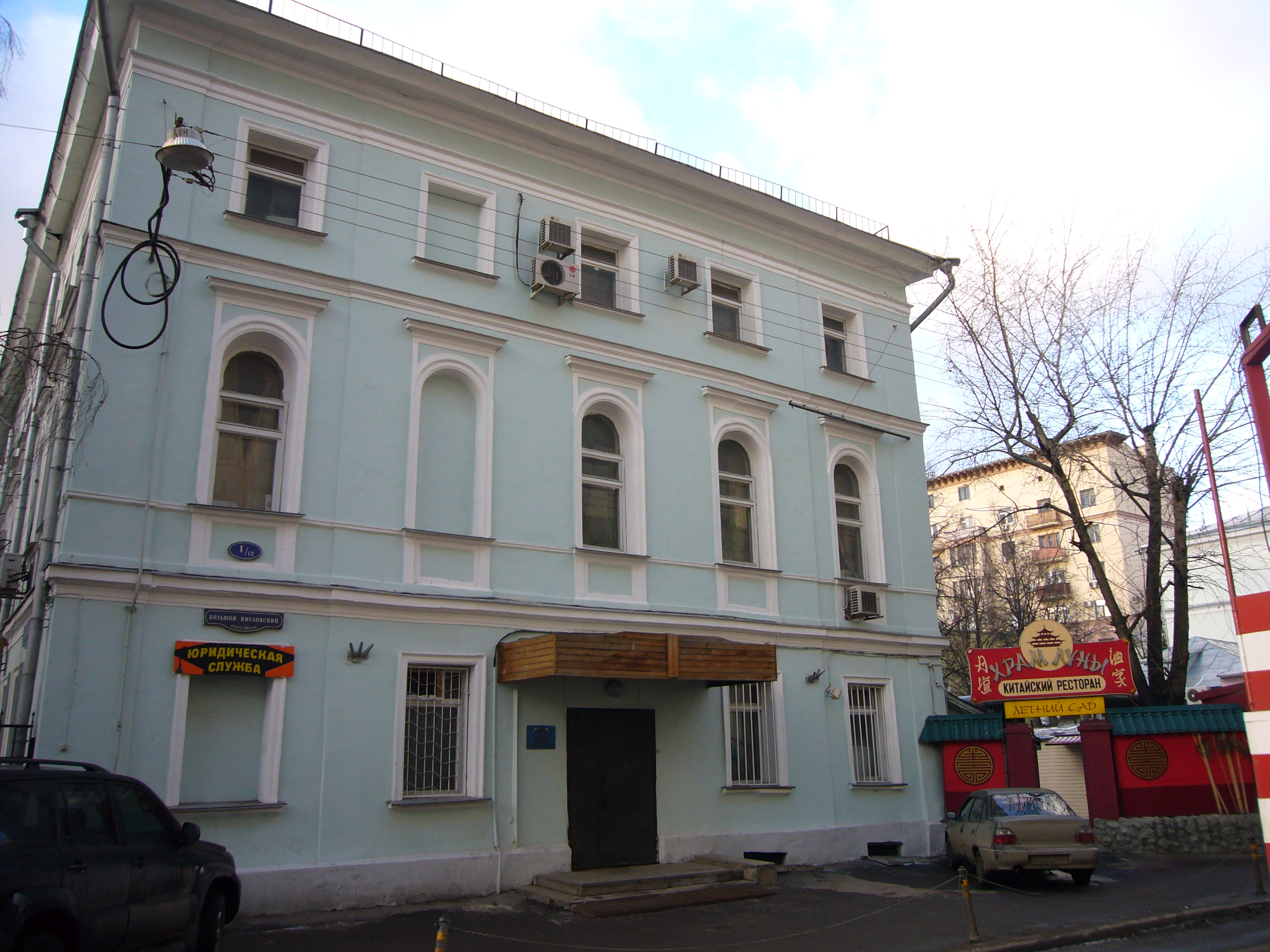
Дом № 1/12 по Б. Кисловскому переулку

- № 1/12 — Дом построен в 1871 году. В нём находились меблированные комнаты Азанчевского, где в 1881—1882 годы жил писатель Д. Н. Мамин-Сибиряк, работая над романом «Приваловские миллионы». Здесь же располагалось Общество распространения технических знаний и Педагогический музей[2]. Сейчас здесь находится Институт языкознания РАН. В 1950-х годах в здании располагалась средняя школа № 92, это было второе здание школы. Первое (основное) здание располагалось по адресу: Б. Кисловский дом 4 стр. 2. В этой школе учились дети крупных советских чиновников и военачальников, проживавшие рядом по улице Грановского д. 3 (так называемый 5-й Дом Советов): Хрущёва, Маленкова, Буденного и многих других.
- № 3/2 — Здание на углу с Нижним Кисловским переулком 1820-х годов, построено после пожара 1812 года. Здесь в 1830—1840-е годы жил писатель А. Ф. Вельтман. В те годы на четверги у Вельтмана собирались В. Г. Белинский, А. И. Герцен, И. Е. Забелин, В. И. Даль, Ф. А. Кони и немало других известных в литературе и культуре людей.
- № 5—7, стр. 1, 2 — Комплекс жилых домов «Кисловское» (1928—1929, архитектор С. А. Власьев). В этом доме жили писатель А. С. Новиков-Прибой, невропатолог М. С. Маргулис, нарком здравоохранения Н. А. Семашко, партийный и государственный деятель В. Д. Бонч-Бруевич о чём информируют установленные на доме памятные доски с их барельефными портретами. Здесь также жили востоковед Е. Л. Штейнберг[3], химик М. М. Шемякин[4].
- № 9—13 — Группа «Московская биржа».
- № 15/2/9 — Здание построено в конце XVIII века, перестроено в начале XIX века. Здесь прошли детские годы известной русской театральной художницы и литератора В. М. Ходасевич.

### По чётной стороне
- № 2 — Ранее здесь находилось здание постройки XVIII века, бывшая усадьба прокурора М. В. Зиновьева. К нему примыкало трёхэтажное здание 1869 года с меблированными комнатами, принадлежавшее золотопромышленнику и откупщику, меценату, действительному статскому советнику И. Ф. Базилевскому (1791—1876). Здания были снесены в 2003 году по распоряжению Ю. М. Лужкова для строительства торгового центра.
- № 4 — Здание разновременной постройки: первые два этажа — первой четверти XIX века, третий надстроен в 1884 году. В 1838 году здесь жил драматург А. В. Сухово-Кобылин. В 1885 году сюда переехала гимназия Зинаиды Денисовны Перепёлкиной. В 1906 году женская гимназия перешла к М. Г. Брюхоненко; здесь, в этой гимназии, учились М. И. Цветаева и В. В. Холодная[5]. В 1910 году гимназия переехала в специально выстроенное здание (Столовый переулок, 10) и рядом был построен доходный дом (архитектор Н. Н. Чернецов). С 1915 года до середины 1930-х здесь жила солистка Большого театра А. В. Нежданова; в гостях у неё бывали Ф. И. Шаляпин, Л. В. Собинов, С. В. Рахманинов.
- № 4, строение 2 — в 2002 г. по этому адресу размещался клуб «Муха» с галереей при нём, где прошёл ряд выставок, привлёкших внимание прессы[6][7][8], в том числе выставка «Торжество добродетели», посвящённая юбилею Дмитрия Шагина и подготовленная Леонидом Тишковым[9], и выставка украденных рисунков Виталия Пескова — ровно через месяц по его смерти, с 12 по 25 апреля 2002 года[10], по поводу чего вдова В. Пескова и совладелец его авторских прав, И. Е. Коршикова, подала заявление в Генеральную прокуратуру, что в свою очередь привлекло внимание разных интернет-источников. В 1950-х годах — средняя школа № 92.
- № 10 — Кельи бывшего Никитского женского монастыря — единственное здание, сохранившееся сегодня от монастыря.
- № 10/7 — Первая подстанция Московского метрополитена (1935, архитектор Даниил Фридман). Построена на месте упразднённого Никитского монастыря, по которому получила название Большая Никитская улица. Возле здания находится сквер, в 2018 году получивший название Сквер Строителей Москвы.

## Транспорт
В переулке установлено одностороннее движение в направлении Большой Никитской улицы.